# Premio YoGa
Il Premio YoGa è un premio cinematografico spagnolo che viene assegnato annualmente ai peggiori film, attori e registi della stagione precedente. È stato istituito nel 1990 dall'associazione CATACRIC (in spagnolo Catalan Critics) fondata da tre critici cinematografici catalani in collaborazione con il collegio dei parodisti della Catalogna.
L'intenzione degli organizzatori è celebrare il lato comico dell'industria cinematografia più pubblicizzata, che a volte "tende a prendersi troppo sul serio". Il premio YoGa è anche definito il Razzie Award spagnolo. Il nome è una metatesi di Goya, il più importante premio cinematografico spagnolo.

## I premi
I premi sono suddivisi in tre macrocategorie: cinema spagnolo; cinema straniero; premi speciali. Per ciascuna delle prime due categorie vengono assegnati gli YoGa per il peggior film, la peggiore regia, il peggiore attore e la peggiore attrice.
I premi speciali hanno motivazioni fantasiose che possono riferirsi anche a fatti che riguardano il periodo promozionale del film o il carattere del regista.
- Premio YoGa "Stranieri su un treno" (Extraños en un tren)
- Premio YoGa "La regina della Banana" (La reina de la banana)
- Premio YoGa "20 minuti e torniamo" (20 minutos y volvemos)
- Premio YoGa "Uno dei nostri" (Uno de los nuestros)

## I peggiori film stranieri
- 1990: The Abyss, secondo premio per Cocktail e Black Rain - Pioggia sporca
- 1991: Tartarughe Ninja alla riscossa
- 1992: A letto con il nemico e Risvegli
- 1993: Cristoforo Colombo - La scoperta
- 1994: Proposta indecente
- 1995: Assassini nati - Natural Born Killers
- 1996: I misteri del convento
- 1997: The Rock
- 1998: Soldato Jane
- 1999: The Avengers - Agenti speciali
- 2000: The Blair Witch Project - Il mistero della strega di Blair
- 2001: Le verità nascoste
- 2002: Lara Croft: Tomb Raider
- 2003: We Were Soldiers - Fino all'ultimo uomo
- 2004: S.W.A.T. - Squadra speciale anticrimine
- 2005: La passione di Cristo
- 2006: Il gusto dell'anguria
- 2007: World Trade Center
- 2008: La bussola d'oro
- 2009: Sex and the City
- 2010: Antichrist
- 2011: Mangia prega ama
- 2012: The Tree of Life
- 2013: Lo Hobbit - Un viaggio inaspettato
- 2014: The Counselor - Il procuratore
- 2015: Noah
- 2016: Cinquanta sfumature di grigio
- 2017: By the Sea
- 2018: The Greatest Showman
- 2019: Il ritorno di Mary Poppins
- 2020: Midsommar - Il villaggio dei dannati e Serenity - L'isola dell'inganno
- 2021: non assegnato
- 2022: Titane
- 2023: Glass Onion - Knives Out
- 2024: Barbie